# Episodi di The Walking Dead: Dead City (seconda stagione)
La seconda stagione della serie televisiva The Walking Dead: Dead City, composta da otto episodi, è stata trasmessa negli Stati Uniti d'America dall'emittente AMC dal 4 maggio al 22 giugno 2025.
In Italia va in onda su Sky Atlantic dal 4 al 25 agosto 2025.
| nº | Titolo originale                               | Titolo italiano                                     | Prima TV USA   | Prima TV Italia |
| -- | ---------------------------------------------- | --------------------------------------------------- | -------------- | --------------- |
| 1  | Power Equals Power                             | Il potere genera potere                             | 4 maggio 2025  | 4 agosto 2025   |
| 2  | Another Shit Lesson                            | Un'altra lezione di m***a                           | 11 maggio 2025 | 4 agosto 2025   |
| 3  | Why Did the Mainlanders Cross the River?       | Perché dal Continente hanno attraversato il fiume?  | 18 maggio 2025 | 11 agosto 2025  |
| 4  | Feisty Friendly                                | Una scoppiettante amichevole                        | 25 maggio 2025 | 11 agosto 2025  |
| 5  | The Bird Always Knows                          | L'uccellino lo sa sempre                            | 1º giugno 2025 | 18 agosto 2025  |
| 6  | Bridge Partners Are Hard to Come by These Days | Trovare un compagno a bridge di questi tempi è dura | 8 giugno 2025  | 18 agosto 2025  |
| 7  | Novi Dan, Novi Početak                         | Un nuovo giorno, un nuovo inizio                    | 15 giugno 2025 | 25 agosto 2025  |
| 8  | If History Were a Conflagration                | Se la storia fosse un incendio                      | 22 giugno 2025 | 25 agosto 2025  |

## Il potere genera potere
- Titolo originale: Power Equals Power
- Diretto da: Michael E. Satrazemis
- Scritto da: Eli Jorné

### Trama
- Guest star: Jake Weary (Christos), Jasmin Walker (Charlie Byrd), Kim Coates (Bruegel).
- Altri interpreti: Logan Schmucker (Victor), Anthony Molinari (Generale Houseman), Karina Bonnefil (Dre), Ari Loeb (Jason Ornell), David J. Curtis (Tim), Cathy Salvodon (Victoria), Liz Bishop (Gretchen).
- Ascolti USA: telespettatori 378 000 – rating 18-49 anni 0,06%[3]

## Un'altra lezione di m***a
- Titolo originale: Another Shit Lesson
- Diretto da: Michael E. Satrazemis
- Scritto da: Zoe Vitale

### Trama
- Guest star: Jasmin Walker (Charlie Byrd).
- Altri interpreti: Logan Schmucker (Victor), Anthony Molinari (Generale Houseman), Zuri James (Cole).
- Ascolti USA: telespettatori 278 000 – rating 18-49 anni 0,06%[4]

## Perché dal Continente hanno attraversato il fiume?
- Titolo originale: Why Did the Mainlanders Cross the River?
- Diretto da: Edward Ornelas
- Scritto da: Brenna Kouf

### Trama
- Guest star: Pooya Mohseni (Roksana), Tom Ukah (Waylen).
- Altri interpreti: Christina Leonardi (Joan).
- Ascolti USA: telespettatori 255 000 – rating 18-49 anni 0,05%[5]

## Una scoppiettante amichevole
- Titolo originale: Feisty Friendly
- Diretto da: Edward Ornelas
- Scritto da: Keith Staskiewicz

### Trama
- Guest star: Pooya Mohseni (Roksana), Kim Coates (Bruegel).
- Altri interpreti: Nate Andrade (Tony).
- Ascolti USA: telespettatori 346 000 – rating 18-49 anni 0,06%[6]

## L'uccellino lo sa sempre
- Titolo originale: The Bird Always Knows
- Diretto da: Edward Ornelas
- Scritto da: Sarah Nolen

### Trama
- Guest star: Jake Weary (Christos), Pooya Mohseni (Roksana), Kim Coates (Bruegel).
- Ascolti USA: telespettatori 339 000 – rating 18-49 anni 0,06%[7]

## Trovare un compagno a bridge di questi tempi è dura
- Titolo originale: Bridge Partners Are Hard to Come by These Days
- Diretto da: Lauren Cohan
- Scritto da: Eli Jorné

### Trama
- Guest star: Medina Senghore (Annie), Kim Coates (Bruegel).
- Ascolti USA: telespettatori 291 000 – rating 18-49 anni 0,04%[8]

## Un nuovo giorno, un nuovo inizio
- Titolo originale: Novi Dan, Novi Početak
- Diretto da: Michael E. Satrazemis
- Scritto da: Eli Jorné

### Trama
- Guest star: Hilarie Burton (Lucille Smith), Medina Senghore (Annie).
- Ascolti USA: telespettatori 350 000 – rating 18-49 anni 0,04%[9]

## Se la storia fosse un incendio
- Titolo originale: If History Were a Conflagration
- Diretto da: Michael E. Satrazemis
- Scritto da: Eli Jorné

### Trama
- Guest star: Kim Coates (Bruegel).
- Ascolti USA: telespettatori 376 000 – rating 18-49 anni 0,02%[10]